# イハーブの生活
『イハーブの生活』（イハーブのせいかつ）は、小路啓之による日本の漫画作品。『月刊アフタヌーン』（講談社）にて2000年4月号から2002年3月号まで連載され、単行本は全3巻で刊行。2014年6月3日にはマッグガーデンから新装版が上下巻で発売された。

## 登場人物
イハーブ
レズビアンカップルの家庭で、代理母であるマリーから産まれた少年。自分の父親を探しており、部屋にはムッシュの写真等が置かれている。他人からは何もないように見える場所でムッシュやキリコの姿が見えることがある。自分を産むために腹を貸したマリーに好意を抱いている。年の割に難しい言葉を使い、生意気ともいえる性格であり、年上の人間に対しても基本的に物怖じしない。
キリコ
イハーブの通う学校でイハーブより上の学年の少女。ムッシュの娘であり、イハーブとも濃い血の繋がりがある。掴みどころのない性格で、父親であるムッシュを愛しており、外部の人間とムッシュを繋ぐ窓口役でもある。甘いものを嗜好しており、チューブに入ったコンデンスミルクや砂糖などをよく舐めている。
ムッシュ
イハーブが追い求めている人物であり、腕のいい怪盗。どこにいるのか、はたまた生存しているのかは判っておらず、キリコだけが詳しい事情を知っているようであるが、語られることはほとんどない。
マリー
イハーブを産むために子宮を貸した代理母であり、イハーブと一緒に暮らしている。「ヒゲ抜き屋」を営む女店主。本当は自分の昔の服を着せたいために女の子を傍に置きたかったが、男のイハーブにも愛情を持ってしっかりとした保護者として接している。
ローズ
弟のガンズと手を組むギャングであり、かつてムッシュと恋人関係だった。ムッシュを憎からず思っており、足取りを追っている。
ガンズ
病院で出会ったイハーブの友人となったギャング。腕が片方なく、そこに銃器などをあてがうことで戦闘力を強化する。ローズの弟であり、姉と共に行動することが多い。ローズに対しては恋愛的な意味の好意も抱いており、 ローズがムッシュを追いかけていることに複雑な気持ちを抱いている。
ヤハベ
ギャングの一味のラテン系の男。元神父。他人を裏切るということに快感を覚える。
テン
銀行員の男で、その場の損得勘定で行動する。子供時代に父親が蒸発し、デパートの屋上以外の遊園地に連れて行ってもらえなくなり、その時の情景が今でもフラッシュバックされている。

## 書誌情報
- 小路啓之 『イハーブの生活』 講談社〈アフタヌーンKC〉、全3巻
  1. 2000年12月発売 ISBN 4-06-314257-4
  2. 2001年11月発売 ISBN 4-06-314280-9
  3. 2002年4月発売 ISBN 4-06-314290-6

- 小路啓之 『イハーブの生活 新装版』 マッグガーデン〈MAG Garden COMICS ED〉、上下巻
  1. 新装版 イハーブの生活 上 2014年6月3日発売 ISBN 978-4-8000-0331-7
  2. 新装版 イハーブの生活 下 2014年6月3日発売 ISBN 978-4-8000-0332-4